# Franz de Paula von Schrank
'Franz (latinsk namnform: Franciscus) de (eller von) Paula von Schrank, född den 21 augusti 1747 i Vornbach vid Inn, död den 22 december 1835 i München, var en tysk teolog och botanist.
Schrank blev medlem av jesuitorden och 1776 teologie doktor, men ägnade sig därefter åt naturvetenskap. Han blev redan 1776 professor i matematik och fysik vid lyceum i Amberg (Bayern), 1784 professor vid universitetet i Ingolstadt, sedermera flyttad till Landshut, och 1809–1832 föreståndare för den nyanlagda botaniska trädgården i München.
Av Schranks betydande vetenskapliga produktion tillhör de flesta och värdefullaste arbetena den deskriptiva botaniken, till exempel Bayerische Flora (2 delar, 1789), Flora monacensis (4 delar, 1811–1818, med 400 kolorerade planscher), Plantæ rariores horti academici Monacensis descriptæ et iconibus illustratæ (2 delar, 1819; med 100 kolorerade planscher).